# 阿格雷拉 (法菲)
阿格雷拉 (法菲)是葡萄牙布拉加区的一个堂区。总面积1.44平方公里，总人口271人，人口密度188.2人/平方公里。